# Gion
Gion (祇園?) è un quartiere della città di Kyoto, antica capitale imperiale del Giappone.

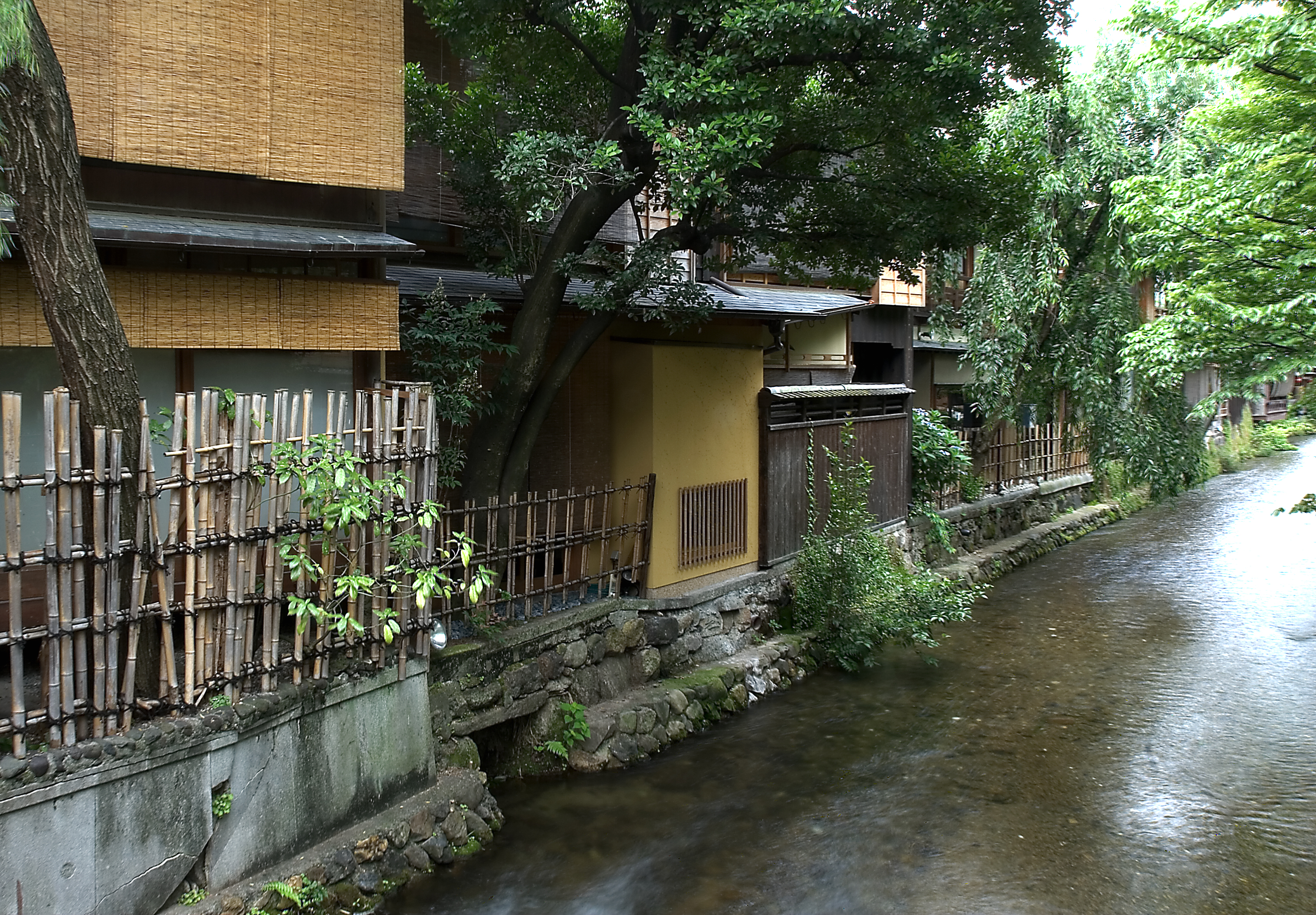
Il canale Shirakawa nel quartiere di Gion, dal quale si notano le parti posteriori di alcune "ochaya" (case da tè)

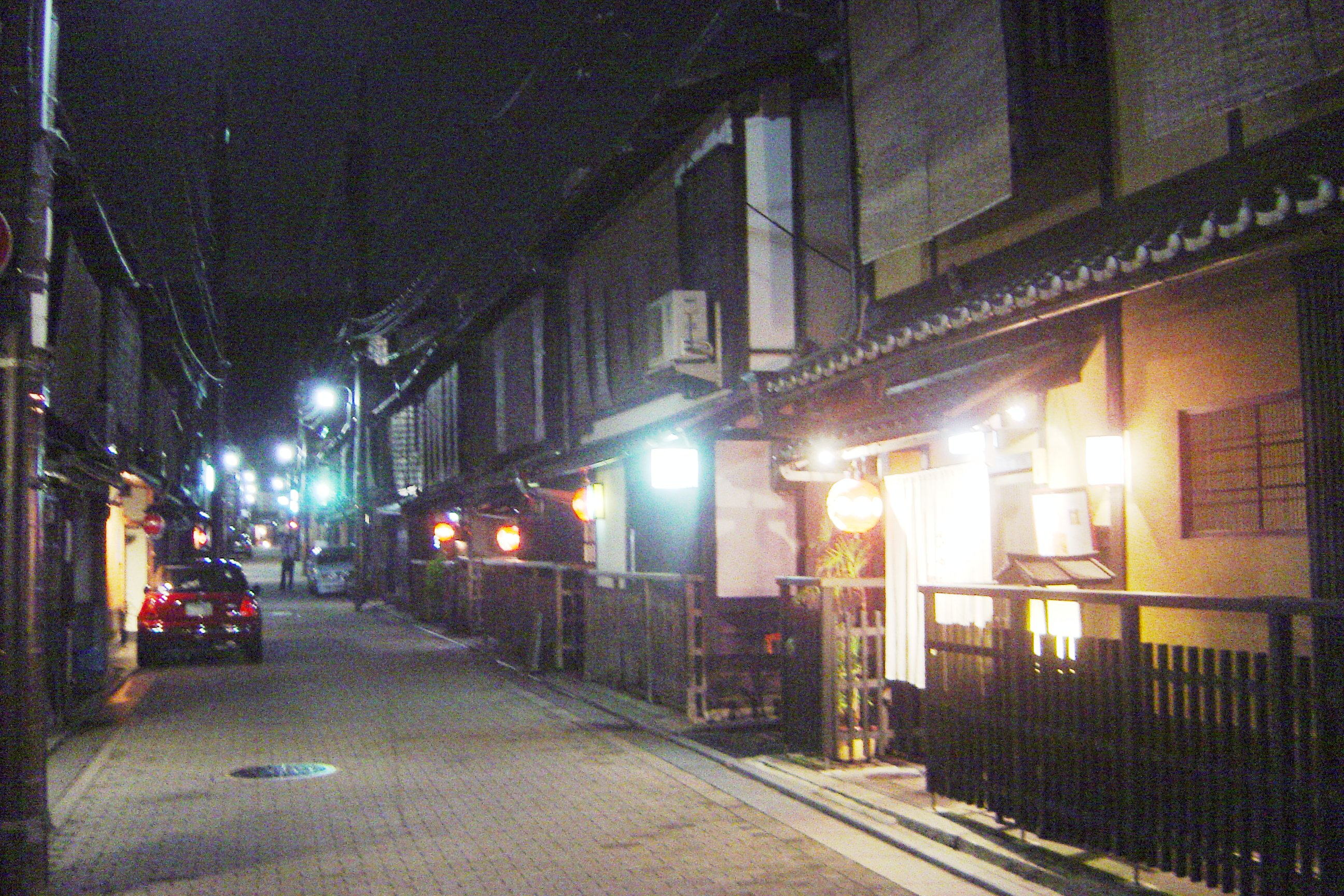
Ristoranti esclusivi in una delle principali vie di Gion

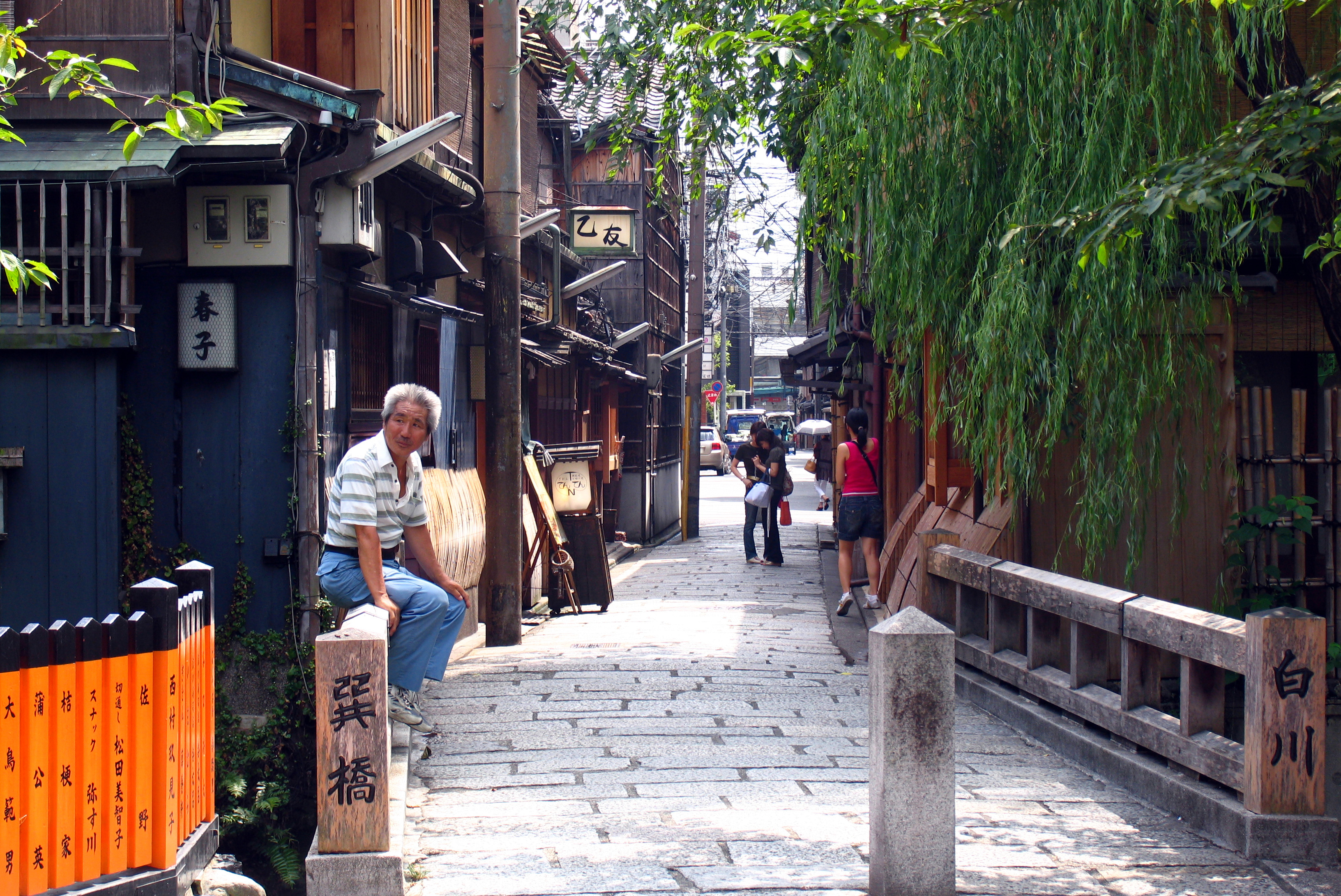
Vicolo di Gion

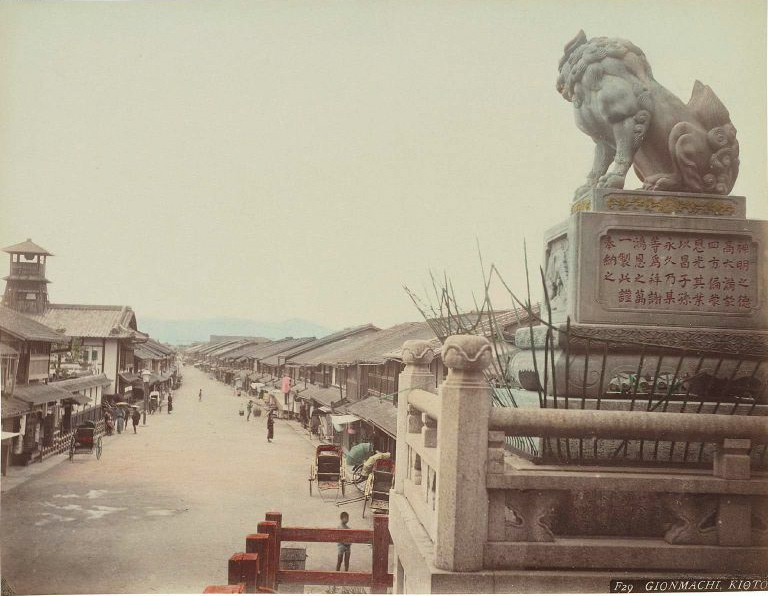
Il quartiere nel 1886

Originariamente sviluppatosi nel Medioevo nelle zone antistanti il santuario di Yasaka al fine di ospitare i viaggiatori e i pellegrini in visita al tempio, divenne in seguito uno dei più esclusivi e rinomati quartieri di geishe (hanamachi) dell'intero paese.

## Quartiere delle geiko e delle sale da tè
A Gion vi sono due hanamachi: Gion Kobu (祇園甲部?) e Gion Higashi (祇園東?). Nonostante il considerevole declino del numero di geishe presenti nel quartiere nel corso dell'ultimo secolo, Gion conserva ancora molte architetture caratteristiche e ospita varie forme di intrattenimento tradizionale, ragione per cui parte del quartiere è stata dichiarata bene culturale tutelato dal governo nazionale. La città di Kyoto ha completato il restauro delle vie di Gion e vari progetti sono volti a mantenere intatta l'originaria bellezza del quartiere.
Gion è costellato di abitazioni tradizionali giapponesi (machiya), alcune delle quali sono ochaya, ovvero le famose "case da tè" in cui generazioni di ricchi maschi di Kyoto, dai samurai dei tempi antichi ai moderni intellettuali e uomini d'affari, sono stati e vengono intrattenuti dalle geishe.
Le geishe di Gion prendono il nome di geiko, termine del dialetto giapponese di Kyoto che significa letteralmente "figlia delle arti" o "donna d'arte". La casa da tè è un mondo appartato e privato in cui l'intrattenimento viene offerto attraverso bevande, piacevoli conversazioni, giochi e l'esecuzione di musica tradizionale giapponese. Il via vai serale delle maiko (apprendiste geishe) e delle geiko, che dalle loro abitazioni si recano ai loro appuntamenti presso le varie case da tè, è ancora oggi un elemento caratterizzante il panorama notturno del quartiere. 
Le geiko di Gion eseguono ancora le tradizionali danze annuali, la più famosa delle quali è la Miyako Odori, Danza dei ciliegi in fiore, dette anche Danze dell'antica capitale, che si tiene ogni anno durante il mese di aprile ed è eseguita dalle geiko di Gion Kobu.
Seppur Gion non sia un quartiere a luci rosse, durante il periodo Tokugawa esso divenne uno dei centri principali della prostituzione di Kyoto.
I primi bordelli e "case da the" (luoghi in cui in realtà i clienti avevano l'occasione di incontrare le prostitute) comparvero a Gion nel 1665, ma fu solo nel 1712 che ricevettero l'autorizzazione dalle autorità del bakufu Tokugawa. Sarà soltanto durante il periodo Meiji, con lo spostamento della capitale imperiale da Kyoto a Edo, che questo quartiere abbandonò totalmente la sua natura di quartiere di piacere per quella di hanamachi.
Nell'immaginario occidentale, Gion appare come un quartiere a luci rosse. Tale caratteristica è dovuta alla confusione che viene fatta tra la figura della geisha e quella della prostituta.

## Gion nella cultura di massa
- Il quartiere di Gion costituisce l'ambientazione in cui si svolgono gran parte delle vicende narrate nel famoso romanzo di Arthur Golden Memorie di una geisha.
- Gion è il quartiere in cui visse e esercitò come geisha Mineko Iwasaki, la figura che ispirò e fornì informazioni a Golden per il suo Memorie di una Geisha e che, in seguito alla controversia sorta successivamente con l'autore, scrisse lei stessa un proprio libro di memorie intitolato Geisha of Gion, tradotto e pubblicato in vari paesi.